# Армизонское
Армизо́нское (Армизо́н) — село в Тюменской области, административный центр Армизонского района. 

## География
Расположено рядом с озером Армизонское, в 242 км к юго-востоку от г. Тюмени и в 71 км к югу от железнодорожной станции Омутинская.

## История
Согласно сведений Тобольского архива фонд 417 опись 1 дело 407 о сельских обществах по волостям Ишимского уезда основано ранее 1700 г. По переписи 1782 г. относилось к Кизакской слободе Ялуторовского дистрикта Сибирской губернии. Насчитывало 44 двора, в которых проживало 114 мужчин и 126 женщин. После административной реформы 1782 г. стало волостным центром Армизонской волости Ишимского уезда Тобольской губернии. По переписи 1795 г. в деревне проживало 90 мужчин и 95 женщин. В 1822 г. в селе имелись: сельская баня, библиотека, хлебопекарный магазин, резиденция ветеринарного фельдшера, казённая винная лавка, 24 торговые лавки, скотобойня, кирпичные сараи, действовали маслодельный завод и 85 ветряных мельниц. В 1868 г. открыта начальная школа. В 1869 году село насчитывало 76 дворов, в которых проживало 131 мужчина и 134 женщины.
12 июля 1798 г. архиепископ Тобольский и Сибирский Варлаам направил в Ишимское духовное правление благословенную грамоту на обложение (закладку) в Армизонском церкви. В 1802 г. построенная церковь была освящена во имя Святого праведного Прокопия Устюжского, Христа ради юродивого (в настоящее время не сохранилась). В 2012 году при строительстве церкви обнаружены останки церкви Святого Прокопия Устюжского, надгробные плиты.
В 1903 г. село насчитывало 68 дворов, в которых проживало 196 мужчин и 204 женщины. В селе располагались: полицейское управление, волостное управление, почтовое отделение.

## Население
| 1959 | 1970  | 1979  | 1989  | 2002  | 2010  | 2021  |
| ---- | ----- | ----- | ----- | ----- | ----- | ----- |
| 2677 | ↗3446 | ↗4933 | ↗5557 | ↘4741 | ↗4776 | ↗4886 |